# Эль-Пасо (Техас)
Эль-Па́со ([ɛlˈpæsoʊ], англ. El Paso, дословно с испанского — «проход») — город в США, расположенный в западной части штата Техас, на реке Рио-Гранде. Административный центр округа Эль-Пасо. В ряде русскоязычных источников описывается как Эль Пасо, Эльпасо или Эль-Пазо.
В эпоху освоения Дикого Запада Эль-Пасо славился средоточием разного рода авантюристов, разбойников и грабителей, привлекая к себе всех, кто хотел избежать закона.

## История
До прибытия испанцев по территории сегодняшнего Эль-Пасо кочевали индейские племена мансо, сума и жумано, занимавшиеся охотой и собирательством. Первыми белыми, посетившими район, предположительно стали четверо выживших испанцев из неудачной экспедиции Нарваэса, переправившиеся здесь через Рио-Гранде в 1536 или 1538 году. Испанский исследователь Хуан де Оньяте весной 1598 года отметил удобство района для путешествия на север, дав ему имя Эль-Пасо (исп. El Paso, «проход»).
В 1659 году испанскими миссионерами было основано несколько католических миссий, при которых на южном берегу Рио-Гранде появилась деревушка El Paso del Norte (сегодня это мексиканский город Сьюдад-Хуарес). В 1680 году деревня временно стала столицей огромной испанской территории Новая Мексика, после того как сюда бежали выжившие после устроенной индейцами-пуэбло резни испанцы из Санта-Фе, включая администрацию территории. После подавления индейского мятежа правительство территории вернулось в Санта-Фе (1692 год).

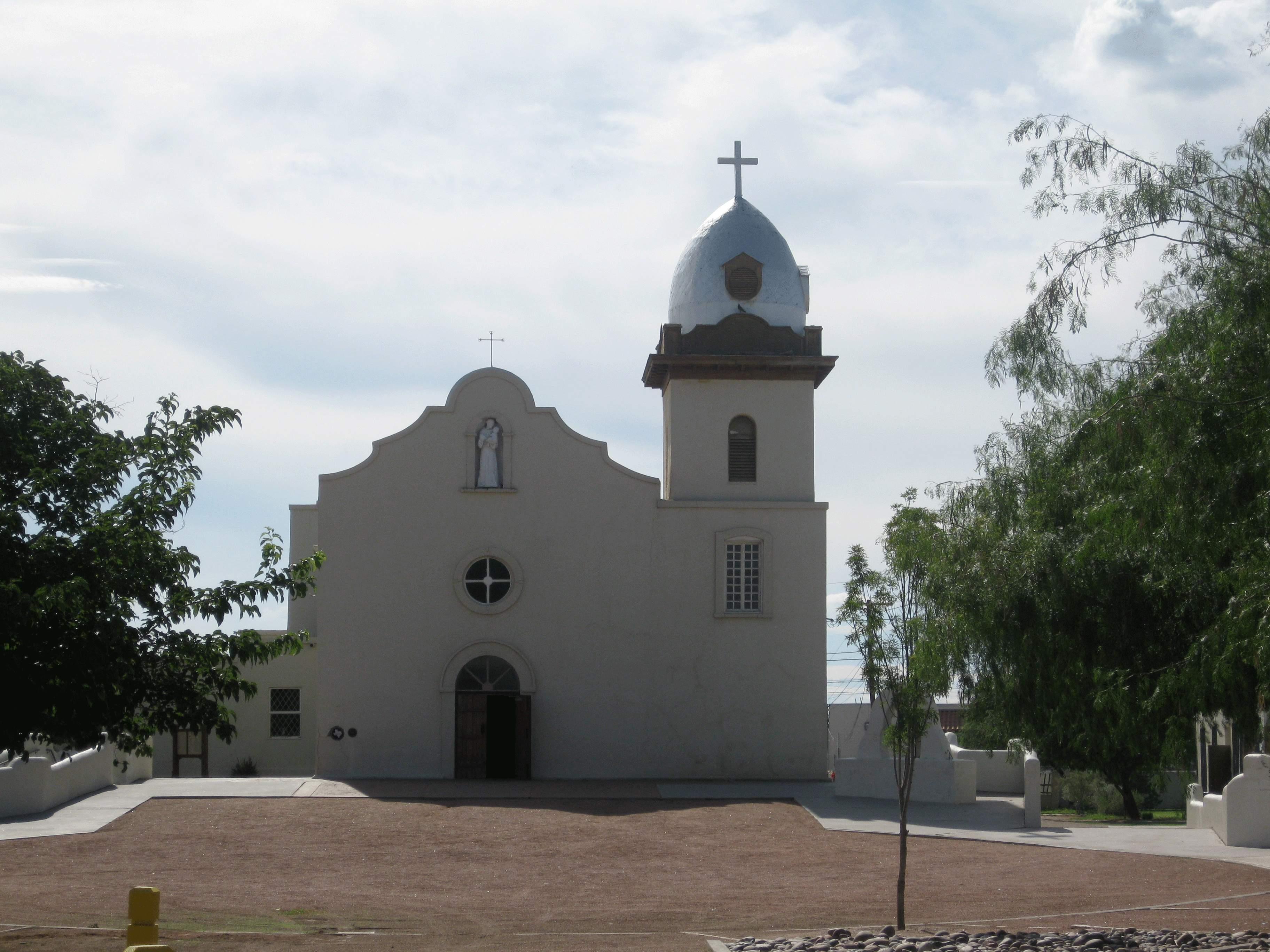
Католическая миссия, построена в 1680 году

События Техасской войны за независимость 1835—1836 годов мало затронули Эль-Пасо. Доля белых не превышала 10 % от численности населения, а большая часть индейцев и метисов равнодушно относились что к претензиям Республики Техас на владение городом, что к попыткам Мексики оставить его за собой. С заключения Веласкских договоров вплоть до аннексии Техаса Соединёнными Штатами в городе действовали две администрации (мексиканская и техасская), в основном игнорировавшие друг друга, при этом мексиканская мэрия занималась проблемами индейцев и метисов, а техасская — белых (число которых возрастало по мере прибытия иммигрантов). Договор Гвадалупе-Идальго провёл границу между Мексикой и США прямо посреди города, разделив его на мексиканский Сьюдад-Хуарес и собственно Эль-Пасо (США).
Во время гражданской войны город поначалу находился под контролем конфедератов, но в 1862 году был взят Калифорнийским добровольческим корпусом (англ. California Column), сражавшимся на стороне северян.
После окончания войны Эль-Пасо стремительно развивался, привлекая множество иммигрантов. Настоящий экономический бум город испытал в 1881 году, когда в нём пересеклись три железные дороги: Южно-Тихоокеанская, Техасско-Тихоокеанская и AT&SF.
К 1910 году Эль-Пасо представлял собой процветающий город с на 9/10 белым англоязычным населением. Ничто не предвещало потрясений, но начавшиеся скоро бурные события в соседней Мексике привели к бегству в город десятков тысяч мексиканцев, и, как следствие, к расцвету преступности и антисанитарии. Кроме того, среди мексиканцев были живы (и весьма болезненны) воспоминания о том, что ещё не так давно город принадлежал им. Крайне напряжённые отношения между двумя общинами подогревались мексиканскими политиками (независимо от их политической ориентации) и интеллектуалами. Администрацией президента Мексики Венустиано Карранса и лидерами мексиканских беженцев в Техасе был разработан «План Сан-Диего» (исп. Plan de San Diego), целью которого было полное истребление белых американцев в Техасе, Аризоне и Нью-Мексико и возврат этих земель Мексике.

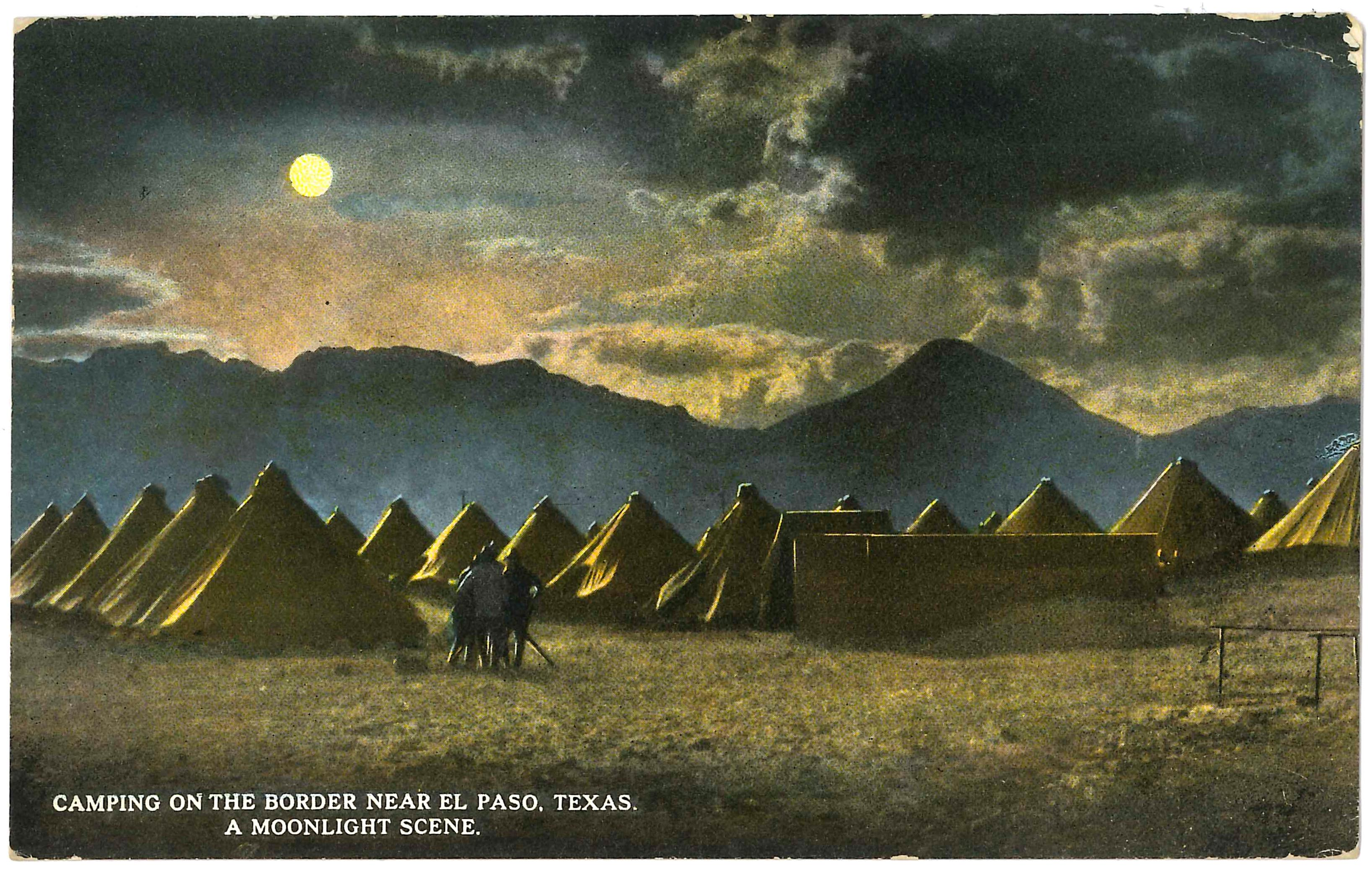
Полевой лагерь американцев. Почтовая открытка 1916 года в честь подавления мексиканского мятежа в Эль-Пасо

В марте 1916 года восставшие мексиканцы при поддержке перешедших границу солдат мексиканской армии на двое суток захватили большую часть города, убив свыше 500 белых, в основном женщин и детей. Американцы, собрав ополчение из вооружённых добровольцев, к исходу второго дня выбили противника из города, не дожидаясь подхода регулярных войск. Схожие, хоть и значительно меньшие по масштабам события неоднократно происходили в течение 1916-17 годов.
События тех лет оказывали определяющее влияние на внутригородскую политику и отношения между общинами на протяжении десятков лет и не забыты окончательно и по сей день, несмотря на полное численное доминирование мексиканцев в сегодняшнем Эль-Пасо.
Великая депрессия нанесла сильнейший удар по экономике города, погрузив его в стагнацию вплоть до начала разработки нефтяных месторождений в его окрестностях в середине 1950-х. Прозрачность границы с Мексикой и либеральные иммиграционные законы привели к тому, что в 1965 году белые вновь стали в городе меньшинством.
3 августа 2019 года — массовое убийство в Эль-Пасо.

## География и климат

### Географические сведения

Вид на Горы Франклина (Техас) с Рейнджер-Пик

Эль-Пасо расположен на границе трёх штатов — американских Техаса и Нью-Мексико и мексиканского Чиуауа. В черте города протекает река Рио-Гранде, по которой проходит граница с Мексикой. На противоположном берегу реки находится крупный мексиканский город Сьюдад-Хуарес, вместе с которым Эль-Пасо образует пограничную агломерацию. К северу от центра города возвышаются горы Франклина, которые переходят в горную цепь, тянущуюся в Нью-Мексико. Горная цепь делит город на две части — западную (в долине Месилла) и восточную (в пустыне Чиуауа). Центр города лежит на высоте 1 140 м над уровнем моря, а наивысшая точка в черте города — вершина горы Норт-Франклин-Пик высотой 2 192 м.

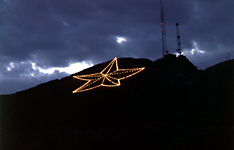
Звезда на горах Франклина, достопримечательность Эль-Пасо

Эль-Пасо ближе к столицам других штатов — Финиксу, штат Аризона (555,22 км); Санта-Фе, штат Нью-Мексико (439,35 км); Чиуауа, штат Чиуауа (350,84 км) — чем к столице своего собственного штата, Остину (849,73 км). Он даже ближе к Лос-Анджелесу, Калифорния (1 126,54 км), чем к Оринджу (1 229,54 км) — самому восточному городу в Техасе.

### Климат
Эль-Пасо находится в пограничной зоне аридного климата жарких пустынь (по классификации Кёппена — BWh) и климата холодных пустынь (BWk). Лето в Эль-Пасо очень жаркое с небольшой влажностью, зима прохладная, мягкая и сухая. Снег выпадает раз в несколько лет. Большое влияние на климат оказывает высота над уровнем моря. Большая часть осадков выпадает с июля по сентябрь, в период действия муссонов, а общее их количество за год — около 247 мм.
Солнечное сияние составляет 3 762,5 часа за год (85 % от максимума).
| Показатель                | Янв.  | Фев.  | Март | Апр. | Май  | Июнь | Июль | Авг. | Сен. | Окт. | Нояб. | Дек.  | Год   |
| ------------------------- | ----- | ----- | ---- | ---- | ---- | ---- | ---- | ---- | ---- | ---- | ----- | ----- | ----- |
| Абсолютный максимум, °C   | 26,7  | 30,0  | 33,9 | 36,7 | 40,6 | 45,6 | 44,4 | 42,2 | 40,0 | 35,6 | 30,6  | 26,7  | 45,6  |
| Средний максимум, °C      | 14,3  | 17,3  | 21,3 | 25,9 | 31,0 | 35,3 | 34,8 | 33,6 | 30,9 | 25,7 | 19,0  | 13,9  | 25,3  |
| Средняя температура, °C   | 7,3   | 10,1  | 13,7 | 18,1 | 23,3 | 27,6 | 28,2 | 27,3 | 24,1 | 18,4 | 11,7  | 7,1   | 18,1  |
| Средний минимум, °C       | 0,3   | 2,8   | 6,1  | 10,4 | 15,6 | 20,0 | 21,6 | 20,9 | 17,4 | 11,1 | 4,5   | 0,3   | 10,9  |
| Абсолютный минимум, °C    | −22,2 | −17,2 | −10  | −5   | −0,6 | 7,8  | 13,3 | 11,1 | 5,0  | −3,9 | −17,2 | −20,6 | −22,2 |
| Норма осадков, мм         | 10    | 12    | 7    | 6    | 12   | 24   | 39   | 51   | 38   | 16   | 12    | 20    | 247   |
| Источник: Погода и климат |       |       |      |      |      |      |      |      |      |      |       |       |       |

## Население
По данным переписи 2010 года в Эль-Пасо проживало 649 121 человек, имелось 216 694 домохозяйства и 131 104 семьи.
По статистическим данным на 1.07.2018 года в Эль-Пасо проживало 682 669 человек. По численности населения город занимает 6 место в Техасе и 22 в США.
Расовый состав населения:
- белые — 14,2 %
- латиноамериканцы (всех рас) — 80,7 %
- афроамериканцы — 3,4 %
- азиаты — 1,2 %

Средний возраст горожан — 31 год, среднедушевой доход в год — 14 388 долларов США. Уровень преступности несколько выше среднего по США и штату.

## Экономика
Эль-Пасо обладает развитой современной экономикой, основу которой составляют:
- государственный сектор
- международная торговля (с Мексикой, пограничный переход в Эль-Пасо второй по загруженности в США после Сан-Диего)
- нефтегазовый сектор
- машиностроение
- здравоохранение
- туризм (2,3 млн человек ежегодно)
- сфера услуг

Благодаря дешёвой рабочей силе в лице мексиканских иммигрантов в городе, вопреки общеамериканской тенденции, успешно развивается промышленность, в основном нефтепереработка и нефтехимия, машиностроение, текстильная промышленность и переработка продукции сельского хозяйства. Также в Эль-Пасо размещено несколько крупных колл-центров различных американских компаний.
Крупнейшим работодателем города является военная база Форт-Блисс (англ. Fort Bliss).
В Эль-Пасо размещена штаб-квартира нефтяной компании Western Refining, входящей в список Fortune 500.

## Транспорт
Город обслуживается Международным аэропортом Эль-Пасо (IATA: ELP, ICAO: KELP), расположенным в 7 километрах к северо-востоку от делового центра. Пассажирооборот 3,1 млн человек в год (2010). Регулярные рейсы совершаются в Даллас, Чикаго, Хьюстон, Денвер, Лос-Анджелес, Лас-Вегас и Атланту.
На железнодорожном вокзале Эль-Пасо трижды в неделю останавливается поезд Sunset Limited, следующий по маршруту Новый Орлеан — Лос-Анджелес.
Через город проходит межштатное шоссе I-10, соединяющее Нью-Мексико с Луизианой.
Общественный транспорт Эль-Пасо находится под управлением компании Sun Metro и состоит из 58 автобусных маршрутов.

### Переходы государственной границы
Первый мост через реку Рио-Гранде в Эль-Пасо-дель-Норте построен во времена Новой Испании, более 250 лет назад, из дерева, привезённого из Санта-Фе. Сегодня в честь этого моста названы современный мост Санта-Фе-стрит-бридж и улица Санта-Фе-стрит в центре города Эль-Пасо.
Соединяют Эль-Пасо и Сьюдад-Хуарес четыре моста: мост Пасо-дель-Норте, также известный как Санта-Фе-стрит-бридж, мост Америк, Стантон-стрит-бридж и мост Ислета, также известный как мост Сарагоса.
Также существует сухопутный пограничный переход в соседней Санта-Терезе, штат Нью-Мексико, и международный мост Фабенс-Касета в близлежащем Фабенсе, штат Техас.

## Известные уроженцы
- Бето О’Рурк — член Палаты представителей США от 16-го избирательного округа Техаса.
- Ричард Рамирес — серийный убийца.